# Джейми Томас
Джейми Томас (на английски: Jamie Thomas) е американски професионален скейтбордист.
Започва да кара скейт на 11-годишна възраст. Основател е на Black Box Distribution. През 2006 г., печели престижната награда „Entrepreneur of the Year“.
В началото е спонсориран от Real Skateboards. После кара за Experience Skateboards, а след това за Invisible Skateboards. След като напуска Invisible се присъединява към по-известните Toy Machine Skateboards, които са основани от един друг професионален скейтър на име Ед Темплетън. Тогава Джейми Томас става още по-добър и по-популярен сред скейтърите по света. Участва в състезания, снима се в много скейт филми и печели доста награди.